# Snapdragon (film)
Snapdragon is een Amerikaanse film uit 1993 onder regie van Worth Keeter. De belangrijkste rollen worden vertolkt door Steven Bauer, Chelsea Field en Pamela Anderson.

## Verhaal
Politievrouw Peckham wordt overgeplaatst van de zedenpolitie naar de moordafdeling en krijgt de opdracht twee moordzaken te onderzoeken waarbij de slachtoffers terwijl ze seks hadden werden vermoord. Ze vraagt haar vriend, politiepsycholoog David Hoogstraten, om een analyse van de dader te maken. Kort daarna stelt zijn vriend Bernie David voor aan de mooie amnesiepatiënte Felicity. Zij vertelt hem over haar gewelddadige dromen, maar omdat hij al snel verliefd op haar wordt legt hij geen verband met Peckhams moordzaken.

## Rolverdeling
| Acteur          | Personage                          |
| --------------- | ---------------------------------- |
| Steven Bauer    | Dr. David Hoogstraten              |
| Chelsea Field   | Peckham                            |
| Pamela Anderson | Felicity                           |
| Matt McCoy      | Bernie                             |
| Kenneth Tigar   | Hoofdinspecteur                    |
| Rance Howard    | Priester                           |
| Gloria LeRoy    | Verpleegster                       |
| Larry Manetti   | Lengle                             |
| Diane Hsu       | Professor Huan (als Diana Lee Hsu) |
| Irene Tsu       | Hua                                |